# 布紋魁蛤
布纹蚶（学名：Barbatia decussata），中国大陆称作布紋蚶，台湾称作布紋魁蛤，是魁蛤目魁蛤科胡魁蛤属的一种。主要分布于印度尼西亚、韩国、中国大陆、台湾，常栖息在潮间带至潮下带。